# Acosmeryx cinnamomea
Acosmeryx cinnamomea är en fjärilsart som beskrevs av Herrich-Schäffer 1869. Acosmeryx cinnamomea ingår i släktet Acosmeryx och familjen svärmare. Inga underarter finns listade i Catalogue of Life.